# 木原万莉子
木原 万莉子（きはら まりこ、英語: Mariko Kihara、女性、1997年9月4日 - ）は、日本の元フィギュアスケート選手（シングル）。
2014年プランタン杯優勝。2015年ババリアンオープン優勝。2016年トリグラフトロフィー優勝。

## 人物
滋賀県大津市出身。京都府京都市在住。父は医療法人社団親和会京都脊椎脊髄外科・眼科病院（現：京都木原病院）理事長・院長の木原俊壱。
同志社小学校、同志社中学校・高等学校、同志社大学スポーツ健康科学部卒業。同志社大学大学院スポーツ健康科学研究科在学中。
7歳のときにプリンスアイスワールドを観に行ったことがきっかけでスケートをはじめ、小学6年生で3回転ジャンプ5種類をマスターした。

## 経歴
2010年、中学1年生のときに大腿骨頭すべり症になり、治療のため競技生活を休養する。
2012-13シーズン、本格的に競技復帰し、初出場となった全日本ジュニア選手権で10位となる。2013-14シーズン、全日本ジュニア選手権でSP首位となり、総合で4位となった。初出場となった全日本選手権では8位に入り、新人賞を受賞。プランタン杯では、シニアの国際大会にはじめて出場し優勝を果たす。
2014-15シーズン、初参戦となったジュニアグランプリシリーズのJGPチェコスケートに出場し4位に入り、続くJGP B.シュベルター杯では6位となる。また、全日本選手権では8位となる。ババリアンオープンでは、SPで2位となるが、FSではSP首位のエリザベータ・トゥクタミシェワが棄権し優勝を果たす。
2015-16シーズン、初戦であるISUチャレンジャーシリーズのネーベルホルン杯では6位となる。ISUグランプリシリーズのNHK杯に出場しSP・FSともに自己ベストを更新し10位となる。全日本選手権では10位となる。トリグラフトロフィーで優勝。
2017-18シーズン、2018年4月3日の京都フィギュアスケートフェスティバルでエキシビション演技を披露し、現役を引退。引退後は振付師に転身する。

## 技術・演技
アクセルを除く5種類のトリプルジャンプを跳ぶことができる。コンビネーションでは、3回転トゥーループ-3回転トゥーループ、スプレッドイーグルからの2回転半アクセル-3回転トゥーループを成功させている。

## 主な戦績
| 大会/年              | 2012-13 | 2013-14 | 2014-15 | 2015-16 | 2016-17 | 2017-18 |
| -------------------- | ------- | ------- | ------- | ------- | ------- | ------- |
| 全日本選手権         |         | 8       | 8       | 10      | 17      | 15      |
| GP NHK杯             |         |         |         | 10      |         |         |
| CSオータムクラシック |         |         |         |         | 5       |         |
| CSネーベルホルン杯   |         |         |         | 6       |         |         |
| トリグラフ杯         |         |         |         | 1       |         |         |
| ババリアンオープン   |         |         | 1       |         |         |         |
| プランタン杯         |         | 1       |         |         |         |         |
| ユニバーシアード     |         |         |         |         | 7       |         |
| 全日本ジュニア選手権 | 10      | 4       |         |         |         |         |
| JGP B.シュベルター杯 |         |         | 6       |         |         |         |
| JGPチェコスケート    |         |         | 4       |         |         |         |

### 詳細
| 2017-2018 シーズン    |                                              |          |           |           |
| 開催日                | 大会名                                       | SP       | FS        | 結果      |
| 2017年12月20日 - 24日 | 第86回全日本フィギュアスケート選手権（調布） | 18 55.50 | 13 114.11 | 15 169.61 |

| 2016-2017 シーズン      |                                                                |          |           |           |
| 開催日                  | 大会名                                                         | SP       | FS        | 結果      |
| 2017年1月31日 - 2月5日  | ユニバーシアード冬季競技大会（アルマトイ）                     | 9 56.78  | 5 104.01  | 7 154.30  |
| 2016年12月22日 - 25日   | 第85回全日本フィギュアスケート選手権（門真）                   | 23 50.44 | 16 100.91 | 17 151.35 |
| 2016年9月29日 - 10月1日 | ISUチャレンジャーシリーズ オータムクラシック（ピエールフォン） | 5 59.09  | 5 102.12  | 5 161.21  |

| 2015-2016 シーズン    |                                                                  |          |           |           |
| 開催日                | 大会名                                                           | SP       | FS        | 結果      |
| 2016年3月23日 - 27日  | 2016年トリグラフトロフィー（イェセニツェ）                       | 1 54.37  | 1 101.12  | 1 155.49  |
| 2015年12月24日 - 27日 | 第84回全日本フィギュアスケート選手権（札幌）                     | 12 58.10 | 11 112.59 | 10 170.69 |
| 2015年11月27日 - 29日 | ISUグランプリシリーズ NHK杯（長野）                              | 10 54.96 | 8 108.23  | 10 163.19 |
| 2015年9月23日 - 26日  | ISUチャレンジャーシリーズ ネーベルホルン杯（オーベルストドルフ） | 5 54.72  | 6 100.93  | 6 155.65  |

| 2014-2015 シーズン    |                                                                |         |          |          |
| 開催日                | 大会名                                                         | SP      | FS       | 結果     |
| 2015年2月11日 - 15日  | 2015年ババリアンオープン（オーベルストドルフ）                 | 2 62.19 | 1 109.62 | 1 171.81 |
| 2014年12月25日 - 28日 | 第83回全日本フィギュアスケート選手権（長野）                   | 8 57.57 | 8 106.01 | 8 163.58 |
| 2014年10月1日 - 5日   | ISUジュニアグランプリ ブラエオン・シュベルター杯（ドレスデン） | 8 44.42 | 5 89.58  | 6 134.00 |
| 2014年9月3日 - 6日    | ISUジュニアグランプリ チェコスケート（オストラヴァ）           | 4 53.84 | 3 102.21 | 4 156.05 |

| 2013-2014 シーズン    |                                                        |         |           |          |
| 開催日                | 大会名                                                 | SP      | FS        | 結果     |
| 2014年3月14日 - 16日  | 2014年プランタン杯（ルクセンブルク市）                 | 1 56.48 | 1 109.49  | 1 165.97 |
| 2013年12月20日 - 23日 | 第82回全日本フィギュアスケート選手権（さいたま）       | 8 56.35 | 10 103.75 | 8 160.10 |
| 2012年11月22日 - 24日 | 第82回全日本フィギュアスケートジュニア選手権（名古屋） | 1 53.74 | 8 97.00   | 4 150.74 |

| 2012-2013 シーズン    |                                                        |          |         |           |
| 開催日                | 大会名                                                 | SP       | FS      | 結果      |
| 2012年11月16日 - 18日 | 第81回全日本フィギュアスケートジュニア選手権（西東京） | 15 44.94 | 6 93.08 | 10 138.02 |

## プログラム使用曲
| シーズン  | SP                                                                                     | FS | EX                                            |
| --------- | -------------------------------------------------------------------------------------- | --- | --------------------------------------------- |
| 2017-2018 | Creep ボーカル：ヘイリー・ラインハルト 振付：ジュリー・マルコット                      | I'm kissing you 映画『ロミオ+ジュリエット』より 振付：ジュリー・マルコット                                                                      |                                               |
| 2016-2017 | 幻想曲さくらさくら 作曲：平井康三郎 指揮：宮川彬良 振付：トム・ディクソン              | アディオス・ノニーノ 作曲：アストル・ピアソラ 振付：ジュリー・マルコット                                                                        |                                               |
| 2015-2016 | 幻想曲さくらさくら 作曲：平井康三郎 指揮：宮川彬良 振付：トム・ディクソン              | 映画『ブラック・スワン』より 作曲：クリント・マンセル 振付：ジェフリー・バトル                                                                  | Let's Get Loud ボーカル：ジェニファー・ロペス |
| 2014-2015 | タンゴ 演奏：ダグ・ワイゼルマン Tormenta 作曲：ルネ・デュプレ 振付：カタリナ・リンデン | Maria de Nazareth by Olivier Libouty Dance of the Young Moorish Slaves 歌劇『アイーダ』より 作曲：ジュゼッペ・ヴェルディ 振付：トム・ディクソン |                                               |
| 2013-2014 | 映画『コットンクラブ』より 作曲：ジョン・バリー                                        | 夏の夜の夢 作曲：フェリックス・メンデルスゾーン                                                                                                 |                                               |